# Hans Lorenz
Heinrich Hess (Vienna, 26 marzo 1873 – Vienna, 17 dicembre 1934) è stato un alpinista e chirurgo austriaco, uno dei principali rappresentanti degli alpinisti senza guida, con numerose prime ascensioni. Fu membro onorario del Club Alpino Tedesco e Austriaco, fu considerato un pioniere della fotografia d'alta montagna.

## Biografia
Lorenz studiò medicina all'Università di Vienna e ne conseguì il dottorato medico nel 1896. Dal 1898 si specializzò in chirurgia e dal 1900 fu assistente clinico presso la prima clinica chirurgica dell'Università di Vienna, dal 1903 fu assistente di Julius Hochenegg presso il Policlinico generale e dal 1904 presso la seconda clinica chirurgica dell'università. Nel 1907 conseguì la laurea in chirurgia e divenne capo del reparto chirurgico presso l'Ospedale dei mercanti di Vienna. Nel 1912 divenne chirurgo consulente presso l'ospedale pediatrico Sant'Anna. Possedeva anche uno degli studi chirurgici privati più grandi e attrezzati di Vienna.
Fu anche un noto alpinista e, a metà degli anni Novanta dell'Ottocento, uno dei principali rappresentanti degli alpinisti senza guida, con numerose prime ascensioni. Fu membro onorario del Club Alpino Tedesco e Austriaco, fu considerato un pioniere della fotografia d'alta montagna e fu noto anche come un aeronauta sulle Alpi dal 1903 in poi. Frequentò la Val Gardena e  il Rifugio Sassolungo, ove egli e i suoi compagni alpinisti realizzarono numerose scalate eccezionali, di cui si può menzionare solo la prima scalata della parete nord-orientale del Sassolungo con Eduard Wagner e la conquista del Dente da est. Si distinse anche nelle Alpi occidentali per i suoi generosi viaggi senza guida, come testimoniano i suoi articoli pubblicati sulle pubblicazioni del club alpino austriaco, anche se egli raramente stilava il racconto delle sue imprese,  essi rimangono a detta dei più delle perle della letteratura alpina. In seguito si dedicò all'aviazione, ottenne il brevetto di pilota di mongolfiera e partendo da Innsbruck compì numerosi voli sensazionali sopra le Alpi. Negli ultimi tempi diventò un appassionato di questo velivolo e partecipò a numerosi voli alpini con Mittelholzer. Come essere umano, Hans Lorenz era una personalità dotata di uno "spirito nobile" ed era nota la sua disinteressata disponibilità ad aiutare il prossimo bisognoso, questo gli aveva fatto guadagnare innumerevoli amici e ammiratori. Molti alpinisti provarono un profondo senso di gratitudine nei suoi confronti, perché aveva dedicato loro le sue competenze mediche in modo altruistico e generoso.  Fu collaboratore della stesura della "Vera enciclopedia dell'intera scienza medica" pubblicata dalla Urban & Schwarzenberg a Vienna nel 1880 e integrata da varie riedizioni nel prosieguo. Contribuì inoltre al manuale di chirurgia speciale (basato sul manuale di chirurgia di Eduard Albert di Hochenegg. Morì suicida nel 1934.

## Carriera alpinistica
- 1892 Prima salita al Piz Selva da sud-est "Gola Mühlsteiger" in discesa, 2.941 m, (Gruppo del Sella, Dolomiti);
- 1892 Prima salita al Schluderzahn, 3.258 m, (Alpi dell'Ortles);
- 1892 Prima salita al Schluderzahn-cresta sudovest, 3.258 m, (Alpi dell'Ortles);
- 1892 Prima salita al Schluderzahn-cresta nordest (traversata cresta dalla Cima Schluders), 3.258 m, (Alpi dell'Ortles);
- 1892 Prima salita Schluderspitze-cresta nordest, 3.258 m, (Alpi dell'Ortles);
- 1892 Prima salita al Laaser Spitze (Orgelspitze), cresta sudovest dalla Forcella Schluderscharte, 3.304 m, (Alpi dell'Ortles);
- 1892 Prima salita Le Meisules-Cima di Mezzo (Sas dai Ciamorces), 2.996 m, (Gruppo Meisules, Gruppo del Sella, Dolomiti);
- 1892 Salita al Le Meisules-cima est (Sas dai Ciamorces), 2.994 m, (Gruppo Meisules, Gruppo del Sella, Dolomiti);
- 1892 Salita al Les Meisules-cresta nord-est, 2.996 m, dal Gamsburg, 2.948 m, (Gruppo Meisules, Gruppo del Sella, Dolomiti);
- 1892 Salita al Piz de Ciavazes per la cresta nord-est, 2.828 m, (Gruppo del Sella, Dolomiti);
- 1892 Salita al Sass da Lec (Sas da lec del Pisciadù), da nord, II, 2.935 m, (Gruppo Meisules, Gruppo del Sella, Dolomiti);
- 1892 Salita al Torre del Sass da Lec 2.800 m, (Gruppo delle Meisules, Gruppo del Sella, Dolomiti);
- 1892 Prima salita al Gran Odla parete est, III, 2.832 m, (Gruppo delle Odle, Dolomiti);
- 1892 Prima salita al Cirspitze orientale da ovest "Normalweg", II, 2.583 m, (Gruppo del Puez, Dolomiti);
- 1892 Prima salita al Cirque del Sassolungo attraverso il fianco nord-est "Normalführe", III, 350 m di dislivello, 2.875 m, (Gruppo del Sassolungo);
- 1892 Quarta salita al Fünffingerspitze, parete sud dalla Forcella del Sassolungo "Daumenscharteweg", IV, 2.996 m, (Gruppo del Sassolungo, Dolomiti);
- 1892 Prima salita al Gamsburg (Ciastel di Ciamorces), 2.948 m, (Gruppo delle Meisules, Gruppo del Sella, Dolomiti);
- 1893 Scalata alla Cima della Madonna "Winklerkamin", 2.733 m, (Pale di San Martino, Dolomiti);
- 1893 Quinta salita alla Torre Principale, 2.821 m, (Catinaccio);
- 1894 Prima salita al Grosse Fermeda parete nordest "Lorenz-Wessely-Führe", V-, 400 km, 2.873m, (Gruppo delle Odle, Dolomiti);
- 1895 Prima salita al Sasso Piatto parete est, I-II, 2.964 m, (Gruppo del Sassolungo);
- 1895 Prima salita alla parete nord-est del Sasso Piatto "Lorenz-Wagner", III, 1000 HM, 3.178 m, (Gruppo del Sassolungo, Dolomiti);
- 1895 Prima salita alla Grohmannspitze parete nord "Lorenz-Führe", III, 450 HM, 3.126 m, (Gruppo del Sassolungo);
- 1895 Prima salita alla cresta di collegamento tra il Langkofelleck e il Langkofel, 3.178 m, (Gruppo del Sassolungo);
- 1895 Prima salita alla Cima Principe ovest cresta ovest, III, 450 km, 2.672 m, (Catinaccio);
- 1896 Prima salita al Sass da Lec, cresta sud-ovest "Lorenz", II, 2.935 m, (Gruppo delle Meisules, Gruppo del Sella, Dolomiti);
- 1896 Prima salita al Sassolungo cresta sud-est dallo spigolo del Sassolungo alla Cima Principale del Sassolungo, 3.178 m, (Gruppo del Sassolungo, Dolomiti);
- 1896 Primo tentativo alla "Via Normale-Gletscherscharte" del Sassolungo, III, 800 metri slm, 3.181 m, (Gruppo del Sassolungo);
- 1896 Primo tentativo alla parete est del Zahnkofel "Lorenz-Hepperger", 3.001 m, (Gruppo del Sassolungo, Dolomiti);
- 1896 Primo tentativo alla parete nord della Torre di Funes "Arvay-Lorenz-Wagner-Führe", IV, 2.830 m, (Gruppo delle Odle, Dolomiti);
- 1897 Secondo tentativo alla parete ovest del Torstein, 2.948 m, (Monti del Dachstein);
- 1897 Primo tentativo alla parete nord del Torstein "Variante Lorenz", 2.948 m, (Monti del Dachstein);
- 1898 Primo tentativo al Trafoier Eiswand-Westgrat, II, fino a 30°, 3.363 m, (Alpi dell'Ortles);
- 1898 Primo tentativo al Schneeglocke (Cima Campana), 3.410 m, (Alpi dell'Ortles);
- 1898 Salita al  Südliche Lenzspitze, 4.294 m, (Alpi vallesane);
- 1898 Salita al  Nadelhorn, 4.327 m, (Alpi vallesane);
- 1898 Primo tentativo al Cervino-Northwestgrat "Zmuttgrat", IV, 4.478 m, (Alpi vallesane);
- 1898 Primo tentativo al Weisshorn-Southwestgrat "Schaligrat", IV, 4.506 m, (Alpi vallesane);
- 1901 Superamento dello Zinal-Rothorn, 4.221 m, bermominghorn, 3.968 m, Momingspitze, 3.867m, Schalihorn, 3.974 m, Weisshorn, 4.505 m, (Alpi vallesane);
- 1908 Prima salita al Hochkarspitze-cresta est, 2.484 m, Karwendel);
- 1918 Terza salita al Sassolungo-spigolo nord "Pichl-Führe", IV+, 1.000 m, 3.181 m, (Gruppo del Sassolungo, Dolomiti);
- 1920 Prima salita alla Cima Pradidali-spigolo nord-ovest, 2.774 m, (Pale di San Martino);
- 1921 Prima salita Cima di Val di Roda-parete nord-ovest "Langes-Führe", III, 700 m, 2.790 m, (Pale di San Martino);
- 1921 Prima salita alla Pale di San Martino-cresta nord-est, III, 2.987 m, (Pale di San Martino, Dolomiti)[1][1][2].